# Ischnansis
Ischnansis är ett släkte av insekter. Ischnansis ingår i familjen gräshoppor.
Kladogram enligt Catalogue of Life:
| Ischnansis | \| \| Ischnansis curvicerca \| \| \| \| \| \| Ischnansis gracilis \| \| \| \| \| \| Ischnansis insitiva \| \| \| \| \| \| Ischnansis serenae \| \| \| \| |
|            | \| \| Ischnansis curvicerca \| \| \| \| \| \| Ischnansis gracilis \| \| \| \| \| \| Ischnansis insitiva \| \| \| \| \| \| Ischnansis serenae \| \| \| \| |
|            | Ischnansis curvicerca |
|            | |
|            | Ischnansis gracilis |
|            | |
|            | Ischnansis insitiva |
|            | |
|            | Ischnansis serenae |
|            | |